# 恩特兰瓦萨瓜斯
恩特兰瓦萨瓜斯，是西班牙坎塔布里亚的一个市镇。总面积43平方公里，总人口2399人（2001年），人口密度56人/平方公里。